# منطقة بيكانير
بيكانير رمزها «BI» (بالإنجليزية: Bikaner)‏ ، هو تقسيم إداري لدولة الهند تتبع ولاية راجاستان (بالإنجليزية: Rajasthan)‏ ، مركزها هو مدينة بيكانير (بالإنجليزية: Bikaner)‏ عدد سكانها حسب تعداد سنة 2001 هو 1,673,562 ، مساحتها 27,244 كم² وكثافة السكان 61 لكل كم² .

## المناخ
يظهر الجدول التالي التغييرات المناخية على مدار السنة لمنطقة بيكانير:
| البيانات المناخية لـمنطقة بيكانير | البيانات المناخية لـمنطقة بيكانير | البيانات المناخية لـمنطقة بيكانير | البيانات المناخية لـمنطقة بيكانير | البيانات المناخية لـمنطقة بيكانير | البيانات المناخية لـمنطقة بيكانير | البيانات المناخية لـمنطقة بيكانير | البيانات المناخية لـمنطقة بيكانير | البيانات المناخية لـمنطقة بيكانير | البيانات المناخية لـمنطقة بيكانير | البيانات المناخية لـمنطقة بيكانير | البيانات المناخية لـمنطقة بيكانير | البيانات المناخية لـمنطقة بيكانير | البيانات المناخية لـمنطقة بيكانير |
| الشهر                             | يناير                             | فبراير                            | مارس                              | أبريل                             | مايو                              | يونيو                             | يوليو                             | أغسطس                             | سبتمبر                            | أكتوبر                            | نوفمبر                            | ديسمبر                            | المعدل السنوي                     |
| --------------------------------- | --------------------------------- | --------------------------------- | --------------------------------- | --------------------------------- | --------------------------------- | --------------------------------- | --------------------------------- | --------------------------------- | --------------------------------- | --------------------------------- | --------------------------------- | --------------------------------- | --------------------------------- |
| متوسط درجة الحرارة الكبرى °م (°ف) | 23.0 (73.4)                       | 25.5 (77.9)                       | 31.8 (89.2)                       | 38.2 (100.8)                      | 41.7 (107.1)                      | 41.6 (106.9)                      | 37.8 (100.0)                      | 36.6 (97.9)                       | 36.7 (98.1)                       | 36.2 (97.2)                       | 30.7 (87.3)                       | 25.3 (77.5)                       | 33.8 (92.8)                       |
| متوسط درجة الحرارة الصغرى °م (°ف) | 5.6 (42.1)                        | 8.8 (47.8)                        | 15.0 (59.0)                       | 22.1 (71.8)                       | 26.8 (80.2)                       | 28.8 (83.8)                       | 27.7 (81.9)                       | 26.8 (80.2)                       | 24.7 (76.5)                       | 19.1 (66.4)                       | 12.1 (53.8)                       | 6.9 (44.4)                        | 18.7 (65.7)                       |
| الهطول مم (إنش)                   | 5 (0.2)                           | 7 (0.3)                           | 10 (0.4)                          | 7 (0.3)                           | 31 (1.2)                          | 46 (1.8)                          | 106 (4.2)                         | 71 (2.8)                          | 34 (1.3)                          | 4 (0.2)                           | 3 (0.1)                           | 1 (0.0)                           | 325 (12.8)                        |
| متوسط أيام هطول الأمطار           | 0.8                               | 1.0                               | 1.5                               | 0.9                               | 2.6                               | 3.2                               | 6.6                               | 5.6                               | 3.0                               | 0.6                               | 0.3                               | 0.5                               | 26.6                              |
| المصدر: HKO                       |                                   |                                   |                                   |                                   |                                   |                                   |                                   |                                   |                                   |                                   |                                   |                                   |                                   |